# De Tomaso P72
De De Tomaso P72 is een sportwagen van het Italiaanse automerk De Tomaso. Het ontwerp is geïnspireerd op de De Tomaso P70. Daarmee is de auto volgens de nieuwe eigenaar van het merk, een moderne auto in een klassiek jasje. Er zullen maximaal 72 exemplaren van worden geproduceerd. De auto is uitgerust met een V8-motor, heeft vlinderdeuren en wordt geproduceerd volgens homologatie waardoor deze aan de criteria voldoet om aan autosportwedstrijden deel te kunnen nemen. De auto is echter bedoeld als gran turismo.
Het merk De Tomaso werd in 2004 opgeheven. In 2014 werd het merk overgenomen door het in Hongkong gevestigde Ideal Ventures. Na een eerdere poging om het merk nieuw leven in te blazen kwamen ze met de P72 die ontworpen was door Jowyn Wong. Het ontwerp is geïnspireerd op de P70, een racewagen met een futuristisch ontwerp uit 1965 waarvan er destijds slechts één is geproduceerd. Zowel in de carrosserie als in het interieur zijn de klassieke vormen terug te vinden. De P72 heeft een uitlaat die boven de spoiler uitkomt. Het onderstel is hetzelfde als dat van de Apollo Intensa Emozione.
De auto werd voor het eerst getoond tijdens het Goodwood Festival of Speed in 2019, ter gelegenheid van het zestigjarig bestaan van het merk De Tomaso.

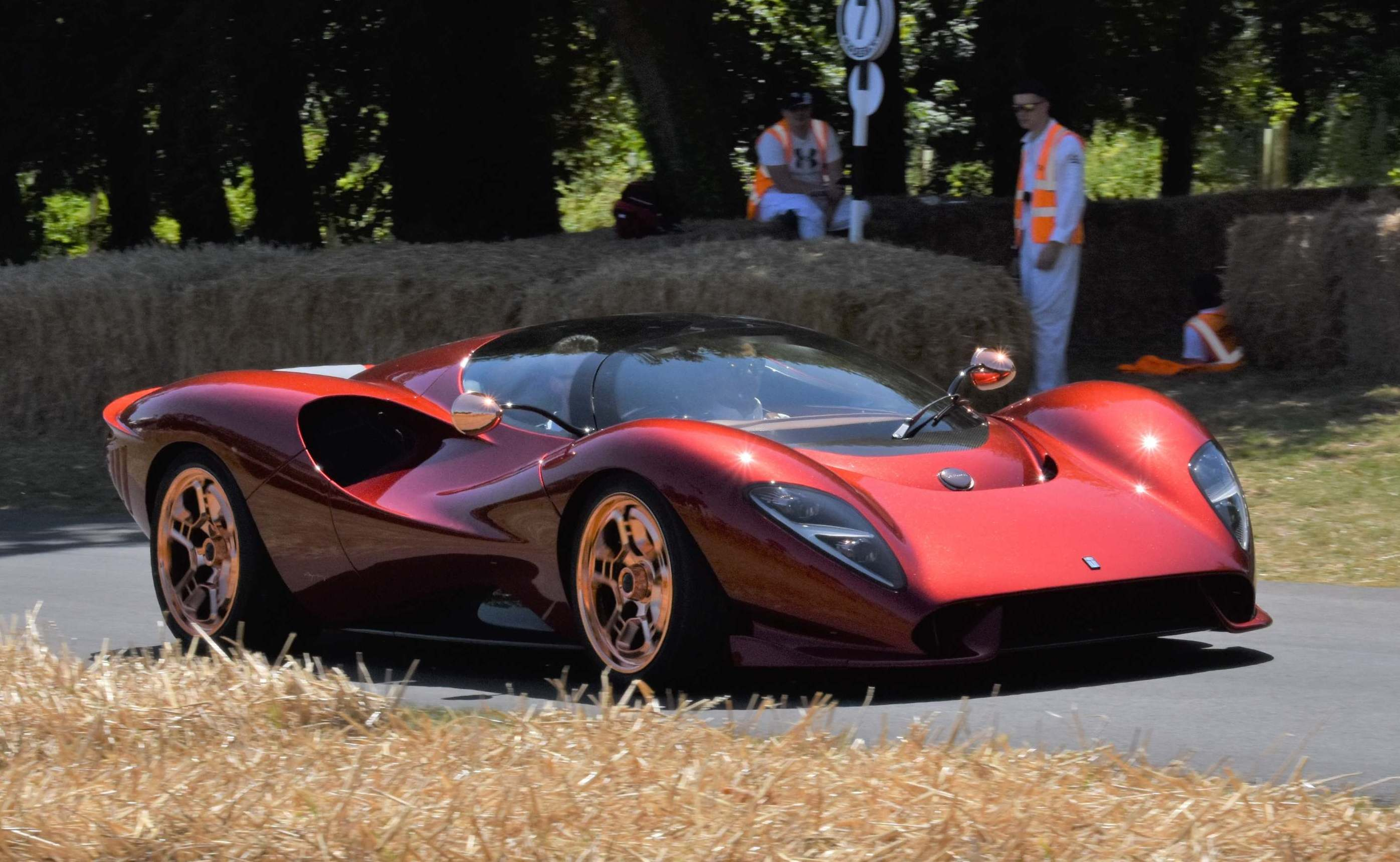
De P72 tijdens haar introductie op het Goodwood Festival of Speed in 2019
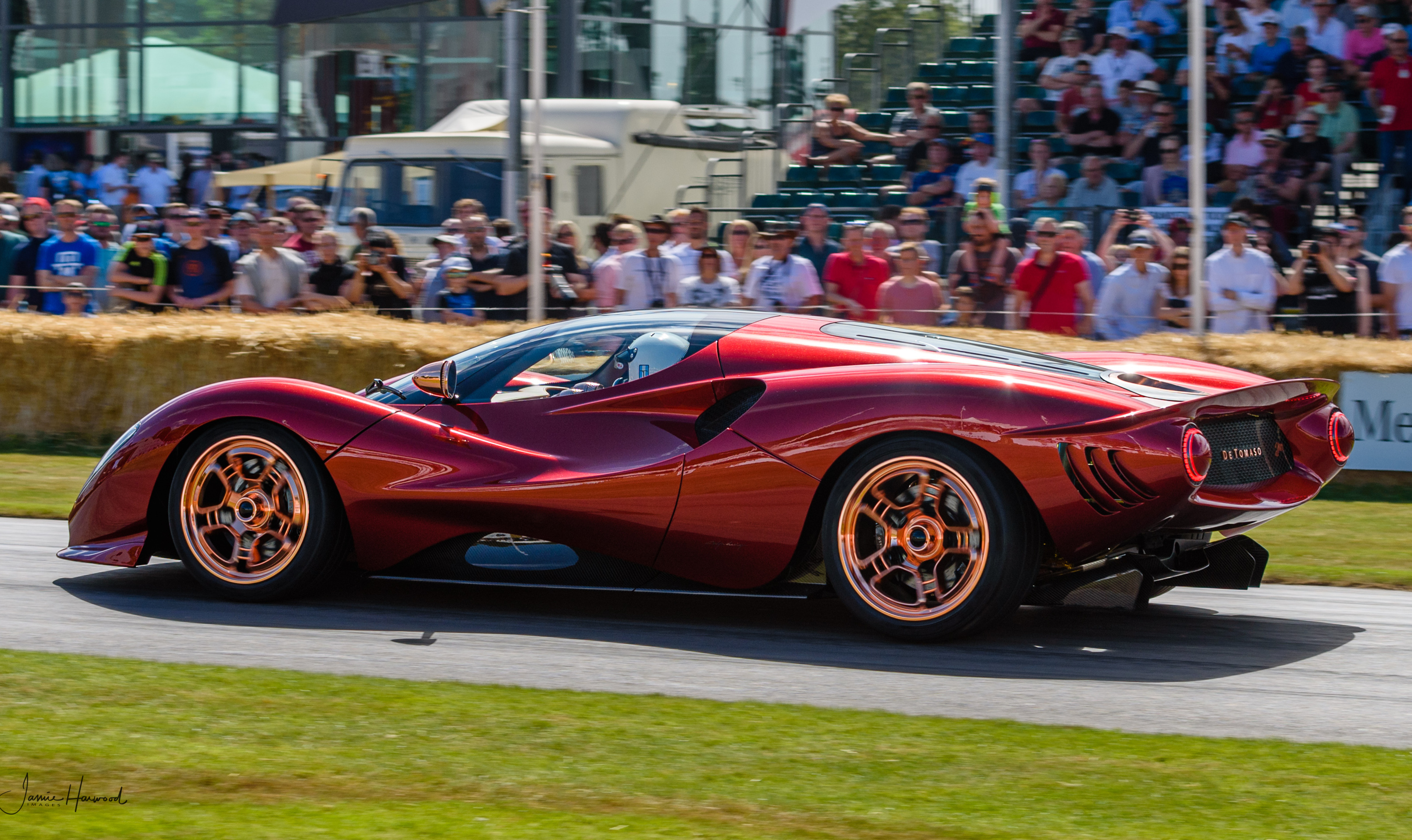
Zijaanzicht
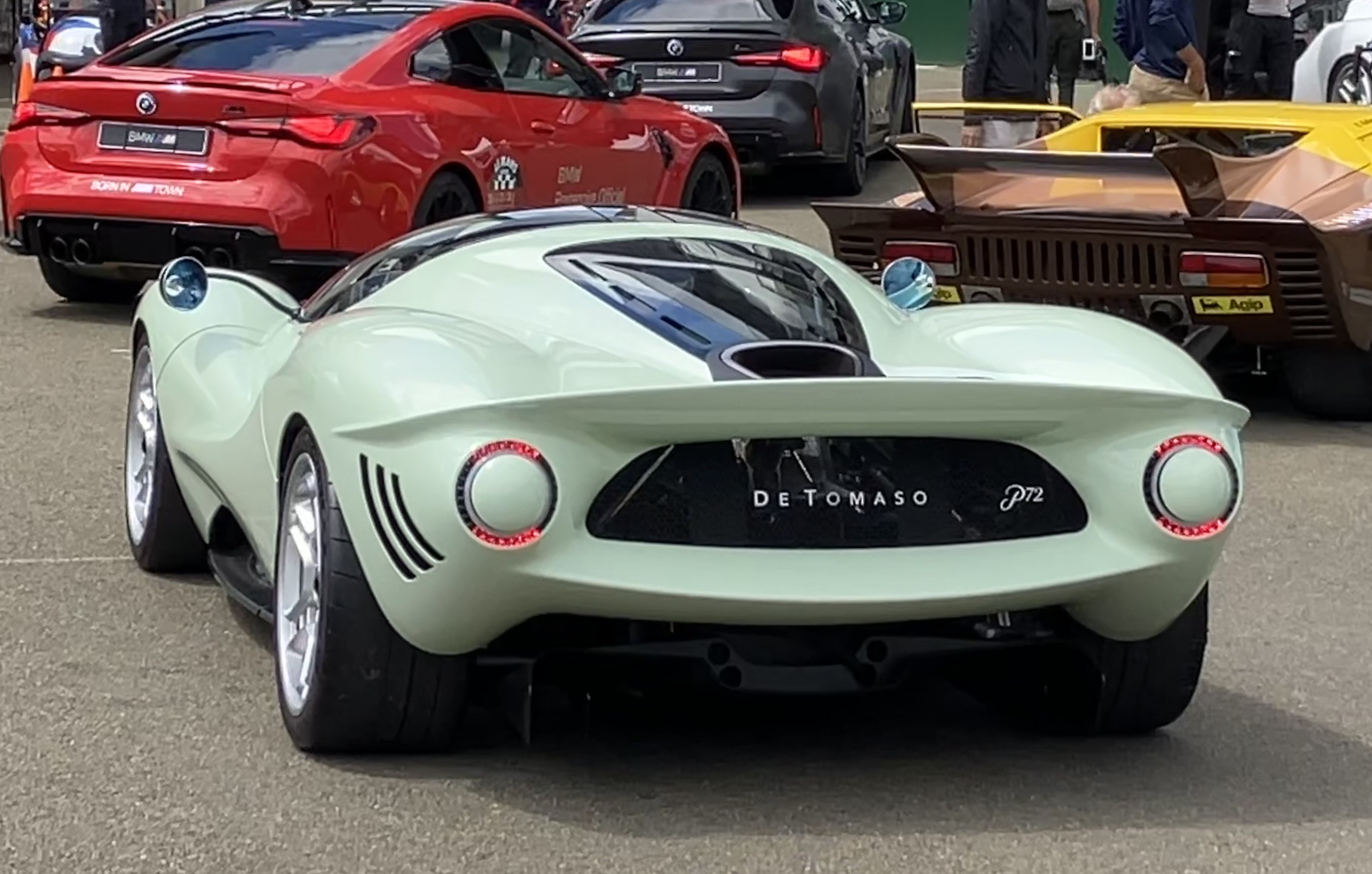
Achterzijde